# Német–lengyel megnemtámadási egyezmény
| 0. Lengyel–ukrán háború                                  | 1918. | 11. 01. - 1919. 07. 18.  |
| 1. Versailles-i békeszerződés                            | 1919. |                          |
| 2. Lengyel–szovjet háború                                | 1919. | 02. 14. - 1921. 03. 18.  |
| 3. Trianoni békeszerződés                                | 1920. |                          |
| 4. Rapallói egyezmény                                    | 1920. | november 12.             |
| 5. Francia–lengyel katonai szövetség (en)                | 1921. | február 16.              |
| 6. Rigai béke (en)                                       | 1921. | március 18.              |
| 7. Menetelés Rómába                                      | 1922. | október 28 - 29.         |
| 8. Korfui összetűzés (olasz-görög) (en)                  | 1923. | aug. - szept.            |
| 9. Müncheni sörpuccs                                     | 1923. | november 8.              |
| 10. A Ruhr-vidék francia–belga megszállása (en)          | 1923. | - 1925.                  |
| 11. Libia megszállása - Második olasz–líbiai háború (en) | 1923. | - 1932.                  |
| 12. Mein Kampf (Harcom) megjelenése                      | 1925. |                          |
| 13. Dawes-terv (en)                                      | 1924. |                          |
| 14. Locarnói egyezmény                                   | 1925. | december 01.             |
| 15. Young-terv (en)                                      | 1929. |                          |
| 16. Nagy gazdasági világválság                           | 1929. | október 24. – 1941.      |
| 17. Mandzsúria japán lerohanása (en)                     | 1931. | 09. 18. - 1932. 02. 26.  |
| 18. Mandzsukuo megszállása                               | 1931  | – 1942.                  |
| 19. Sanghaj-i január 28-i összetűzés (en)                | 1932. | 01. 28. – 03. 03.        |
| 20. Szovjet–lengyel megnemtámadási egyezmény             | 1932. | július 25.               |
| 21. Genfi leszerelési világértekezlet (en)               | 1932. | 02.02. - 1934.06.11.     |
| 22. Első hopeji hadjárat/A nagy fal védelme (en)         | 1933. | 01.01 - 05.31.           |
| 23. Belső-mongóliai hadjárat (en)                        | 1933. | - 1936.                  |
| 24. Hitler lesz a kormányfő és az államfő is egyben      | 1933. | - 1934.                  |
| 25. A tanggui fegyverszünet (en)                         | 1933. | május 31.                |
| 26. Németország újrafelfegyverzése elindul (en)          | 1933. | július 12.               |
| 27. Olasz–szovjet egyezmény (en)                         | 1933. | szeptember 2.            |
| 28. Belső-mongóliai hadjárat (en)                        | 1933. | ápr.- 1936. dec.         |
| 29. Németország elhagyta a leszerelési értekezletet (en) | 1933. | október 14.              |
| 30. Németország kilép a Nemzetek Szövetségéből (en)      | 1933. | okt. 19. - nov. 12.      |
| 31. Német–lengyel megnemtámadási egyezmény               | 1934. | január 26.               |
| 32. A Saar-vidéki népszavazás/visszatérés Németországhoz | 1935. | január 13.               |
| 33. Kötelező sorozás kezdődik Németországban újra (en)   | 1935. | március 16.              |
| 34. Francia–szovjet segítségnyújtási szerződés (en)      | 1935. | május 2.                 |
| 35. Szovjet–csehszlovák segítségnyújtási szerződés (en)  | 1935. | május 16.                |
| 36. He-Umezu egyezmény (en)                              | 1935. | 06. 10. - 1937. 07. 07.  |
| 37. Angol–német tengerészeti egyezmény (en)              | 1935. | június 18.               |
| 38. December 9-i megmozdulások Pekingben (en)            | 1935. | december 9.              |
| 39. Második olasz–etióp háború (abesszíniai háború)      | 1935. | 10. 3.- 1937. 02. 19.    |
| 40. A Rajna-vidéki bevonulás (en)                        | 1936. | március 7.               |
| 41. Spanyol polgárháború kezdete                         | 1936. | júl. 17. - 1939. ápr. 1. |
| 42. A Berlin–Róma-tengely (német–olasz egyezmény)        | 1936. | október 27.              |
| 43. Antikomintern paktum                                 | 1936. | november 25.             |
| 44. Suiyuan hadjárat (en)                                | 1936. | október - november       |
| 45. Hsziani válság (en)                                  | 1936. | december 12-26.          |
| 46. Második kínai–japán háború                           | 1937. | - 1945.                  |
| 47. A USS Panay-incidens (en)                            | 1937. | december 12.             |
| 48. Ausztria bekebelezése (Anschluss)                    | 1938. | március 12.              |
| 49. Májusi válság (német–cseh határ) (en)                | 1938. | május 19 - 23.           |
| 50. Haszan-tavi csata/Csangkufengi összecsapás           | 1938. | júl. 29. - aug. 11.      |
| 51. Német–csehszlovák kisháború (Ordnersgruppe) (en)     | 1938. | szeptember 16 - 17.      |
| 52. Müncheni egyezmény                                   | 1938. | szeptember 29.           |
| 53. A Szudéta-vidék Birodalomhoz csatolása (en)          | 1938. | október 01 - 10.         |
| 54. Első bécsi döntés                                    | 1938. | november 02.             |
| 55. A Szlovák Köztársaság kikiáltása                     | 1939. | március 14.              |
| 56. Csehszlovákia német megszállása (en)                 | 1939. | március 15.              |
| 57. Litvánia náci megfenyegetése, Memel elcsatolása (en) | 1939. | március 20 - 22.         |
| 58. Magyar–szlovák kis háború                            | 1939. | március 23 - 31.         |
| 59. A spanyol polgárháború végső hadműveletei (en)       | 1939. | március 26. - április 1. |
| 60. Danzigi válság (en)                                  | 1939. | március - augusztus      |
| 61. Angol függetlenségi garancia Lengyelországnak (en)   | 1939. | március 31.              |
| 62. Albánia olasz lerohanása (en)                        | 1939. | április 7-12.            |
| 63. Szovjet–angol–francia tárgyalások Moszkvában (en)    | 1939. | ápr. 15.- aug. 21.       |
| 64. Német–olasz barátsági és katonai szerződés           | 1939. | május                    |
| 65. Halhín-goli csata                                    | 1939. | május - szeptember       |
| 66. Molotov–Ribbentrop szerződés                         | 1939. | augusztus 23.            |
| 67. Lengyelország német lerohanása                       | 1939. | szept. 1. - okt. 6.      |

A német–lengyel megnemtámadási egyezményt (németül: deutsch-polnischer Nichtangriffspakt, lengyelül: Polsko-niemiecki pakt o nieagresji vagy Piłsudski - Hitler Pakt a náci Németország és a Második Lengyel Köztársaság kötötte meg 1934. január 26-án. A szerződésben mindkét állam ígéretet tett arra, hogy problémáikat kétoldalú tárgyalások során rendezik, és tíz évig nem kerülnek fegyveres konfliktusba egymással. Az egymással hagyományosan ellenséges két ország megállapodása nagy nemzetközi meglepetést váltott ki.

## Előzmények
A német–lengyel kapcsolatok a szerződés aláírásakor már évszázados ellenségeskedésre tekintettek vissza. Különösen rossz lett a kétoldalú kapcsolat a versailles-i békeszerződés után, mivel az nagy, német lakosságú területeket csatolt el Németországtól Lengyelország javára. Danzig Szabad Város létrehozása pedig a szinte állandó háborús veszély gócát hozta létre a két állam között. A nemzetközi közvélemény, a diplomáciai világ Hitler hatalomra jutása után, a náci vezér leplezetlen revíziós és keleti hódító törekvései miatt a helyzet további éleződését várta. Emiatt Lengyelország francia szövetségesénél még a Németország elleni preventív háború gondolatát is felvetette, ezt azonban Párizs határozottan elutasította.

## A két fél szándékai az egyezmény megkötésével
Hitler a hatalomra jutása után igyekezett megnyugtatni a nyugati nagyhatalmakat és békés szándékait hangoztatta. Ezzel elérte, hogy az angol kormány hajlandóságot mutatott arra is, hogy tárgyalások révén enyhítse a Németországot sújtó fegyverkezési korlátozásokat. Időrendben első hódítási célja egyébként is Ausztria, az Anschluss volt. Támadó céljainak leplezése, békés szándékainak bizonyítása, egyúttal a francia-lengyel kapcsolatok gyengítése volt a célja, amikor felvetette Alfred Wysocki berlini lengyel nagykövetnek, hogy a két ország közötti viszály magvát a versailles-i béke megalkotói vetették el, és közös érdekük ennek meghaladása. A lengyel fél kedvezően fogadta a kezdeményezést. Piłsudski elnök kérdésére Hitler megerősítette, hogy Németország kész garantálni Lengyelország iránti békés szándékait. Piłsudski ebből azt a következtetést vonta le, hogy az új német kancellár kevésbé veszélyes, mint elődei, Gustav Stresemannig visszamenőleg, és a maga részéről a nagyobb fenyegetést a Szovjetunióban látta, ezért szembeszállt azokkal a francia és csehszlovák törekvésekkel, melyek egy, a Szovjetuniót is magába foglaló, németellenes frontot akartak létrehozni.
A két fél között megindultak a hivatalos tárgyalások. Hitler gyors megegyezést követelt, és félresöpörte a német külügyminisztérium különböző aggályait. Megtiltotta a nem sokkal azelőtt megindult Lengyelország elleni stratégiai légi felderítés folytatását is, bár azt addig a lengyel fél nem is észlelte.

## Az egyezmény tartalma
Az egyezmény kimondta: a két kormány által más hatalmakkal kötött megállapodások, az azokban vállalt kötelezettségek jelen egyezménynek nem mondanak ellent és ez az egyezmény azokat nem érinti. A vitás kétoldalú kérdésekben mindenképpen békés megoldást keresnek. Az egyezmény lényege az a mondat volt, miszerint „semmilyen körülmények között nem fognak az ilyen vitás kérdések megoldásánál erőszakot alkalmazni”.

## Az egyezmény következményei
Lengyelország elzárkózott attól, hogy a német–lengyel egyezmény miatt bármely, előzőleg kötött nemzetközi szerződését érvénytelenítse, kiváltképp a francia–lengyel katonai szövetséget. Ennek ellenére a lengyel–német viták oldódása révén az egyezmény gyengítette Franciaország pozícióját Németországgal szemben. A túlzott német–lengyel közeledéstől való félelem enyhítése érdekében Lengyelország 1934. május 5-én megújította a szovjet–lengyel megnemtámadási egyezményt, melyet először 1932. július 25-én írt alá.
Az egyezményt hamarosan kereskedelmi megállapodás is követte a két fél között. Mindez nyugalmat biztosított Hitler számára a keleti határokon, valamint időt fegyverkezési programjának végrehajtására. Piłsudski általánosságban nagy bizalmatlanságot tanúsított a német szándékokkal szemben, de Hitlert osztráknak és nem porosznak tekintette, és úgy vélte, hogy minél hosszabb ideig a hatalomban kellene maradnia.
A egyezmény következményeképp Lengyelország békés viszonyt alakított ki Németországgal, sőt részt vett Csehszlovákia feldarabolásában is az 1938-as müncheni egyezmény alapján. Céljai elértével Hitler egy 1939. április 28-án tartott beszédében a tíz évre kötött egyezményt öt év elteltével egyoldalúan felmondta. Négy hónappal később, augusztus 23-án a Német Birodalom a Szovjetunióval kötött megnemtámadási szerződést, majd 1939. szeptember 1-jén megtámadta Lengyelországot, és ezzel kitört a második világháború.

## Fordítás
Ez a szócikk részben vagy egészben  a   German–Polish Non-Aggression Pact című angol Wikipédia-szócikk fordításán alapul.  Az eredeti cikk szerkesztőit annak laptörténete sorolja fel. Ez a jelzés csupán a megfogalmazás eredetét és a szerzői jogokat jelzi, nem szolgál a cikkben szereplő információk forrásmegjelöléseként.

## Kapcsolódó szócikk
- Molotov–Ribbentrop-paktum